# Miguel de Salcedo
Miguel de Salcedo y Sierralta (Castro-Urdiales, Cantabria, 29 de septiembre de 1689 - Málaga, 14 de octubre de 1765), militar y administrador colonial español.

## Biografía
Miguel Fernando de Salcedo y Sierra-Alta y de Rado y Bedia (o Miguel Fernando de Salcedo Sierralta) nació en Castro Urdiales, Cantabria, España, el 29 de septiembre de 1689, hijo de Francisco de Hurtado Salcedo Sierralta y de Clara de Rado Mena.
Siguió la carrera de las armas y se distinguió en la Guerra de Sucesión Española, especialmente en la Batalla de Almansa (1707) donde recibió trece heridas.
El 30 de diciembre de 1731 le fue extendido el título de gobernador del Río de la Plata. En 1732, siendo «Coronel de los ejércitos de Su Majestad y Primer Teniente de Reales Guardias españolas y electo Gobernador de Buenos Aires en Indias» recibió el título de Caballero de la Orden de Santiago. Recibió también el hábito de la Orden de Malta.
El 22 de marzo de 1734 reemplazó a Bruno Mauricio de Zabala como Gobernador en la ciudad de Buenos Aires.

### Organización administrativa
El 27 de abril de 1734 dispuso la primera división de la ciudad en cuarteles y propuso darles nombres (Del Alto (de San Pedro), Santa Lucía, San Juan, El Retiro, Barrio Recio, Del Hospital, La Merced y San Nicolás) así como a las calles que hasta entonces no poseían una designación oficial con el fin de poder establecer mejor el domicilio de los habitantes, lo que para 1738 se había llevado a cabo dándose prioridad a nombres relacionados con la fe católica, y, en algunos pocos casos a los edificios emblemáticos que se encontraban en ellas (del Fuerte, del Cabildo, de las Torres) o a una característica destacada (de la Zanja).
A resultas de la división administrativa del municipio, el gobernador Miguel de Salcedo resolvió la creación de unos funcionarios a los que llamó Comisarios o Alcaldes de Barrio dependientes del Cabildo de Buenos Aires.
Apoyó ante el Consejo de Indias la fundación de un pueblo en Las Conchas, a siete leguas de Buenos Aires.
Apoyó también la conformación del pueblo de Luján dando órdenes para que se delinease y formalizase dicha población, que para el censo de 1744 aparecería ya como «Capilla de Nuestra Señora de la Limpia Concepción de Luján, y vecindad poblada en contorno, en calles en forma de pueblo».
Le tocó implementar la Real Cédula del 25 de abril de 1736 que ordenaba la expulsión de los Reinos de Indias de los extranjeros, que debían ser remitidos a España. Tras publicarla por bando, recibió la petición del Cabildo de Buenos Aires para que se suspendiera la aplicación a los casados y los desertores portugueses de Colonia del Sacramento. La solicitud fue atendida y en los hechos pocos efectos tuvo la medida ya que según el padrón de 1744 el 11.43% de la población de Buenos Aires era portugués.

### Política con los indígenas

#### Guerra
A partir de 1735, en los comienzos de su mandato, debió enfrentar serios conflictos con los indios pampas, aucas y serranos. En 1736 decidió la instalación del primer fortín en la provincia de Buenos Aires, el de Arrecifes. El Deán Gregorio Funes en su Ensayo de la historia civil del Paraguay, Buenos-Ayres y Tucumán afirma que el conflicto se agudizó en 1738 a raíz de la decisión de expulsar del territorio bajo control español al cacique «Mayupilqui y al único cacique Taluhet que defendía sus fronteras del resto de los bárbaros». La acción provocó de inmediato incursiones de las tribus de los caciques Hscuicanantu y Carulonco sobre los pagos de Areco y Arrecifes.
El maestre de campo Juan de San Martín y Gutiérrez encabezó una salida de represalia pero al no poder dar alcance a los responsables atacó el campamento del viejo cacique Calelian, quien fe muerto en el asalto.
Su hijo, de igual nombre, se encontraba ausente. Al tomar noticia de lo sucedido, al frente de 300 indios de lanza se lanzó sobre el pago de Luján. El maestre de campo San Martín salió a hacerles frente con 600 milicianos y alguna tropa de línea pero nuevamente fue incapaz de darles alcance. Esta vez, masacró una tropa de huiliches y se dirigió a las orillas del Salado donde bajo la protección del gobernador Salcedo tenía sus tiendas el cacique Tolmichi. San Martín mató al cacique y ordenó el ataque: «los demás indios experimentaron la misma suerte quedando cautivas sus mugeres y niños con la hija menor del cacique». Tal como sucediera con Calelian, el hijo mayor de Tolmichi se encontraba de caza, por lo que sobrevivió y junto a parcialidades de puelches y moluchas «pusieron á fuego y sangre en en 1739 un espacio de cien leguas desde las fronteras de Córdova lo largo del Rio de la Plata».

#### Paz
Véase: Misiones jesuitas de la Pampa
Si bien la guerra signó el comienzo de su administración, le correspondería a su gobierno la realización de los primeros tratados de los que hay constancia con las tribus indias en el territorio de la provincia de Buenos Aires. Tras la expedición punitiva realizada por el maestre de campo Juan de San Martín, en 1739 representantes de tribus vecinas de la campaña, dos de puelches y dos de tehuelches, se presentaron en la ciudad de Buenos Aires para peticionar «por las vidas, y también le pidieron, que les permitiese habitar entre los españoles en las haciendas de campo, como hasta allí lo habían hecho». Salcedo respondió que sólo lo permitiría si se reunían en poblados y aceptaban misioneros, lo que fue aceptado. Según lo acordado el 7 de mayo de 1740 se fundó la reducción de Nuestra Señora de la Purísima Concepción de los Pampas en la desembocadura del río Salado (Buenos Aires), desde donde se trasladó cuatro leguas al sudoeste en procura de mejores tierras, permaneciendo hasta el 13 de febrero de 1753.
Salcedo comisionó al P.Matías Strobel, misionero de los pampas, para que intentara acuerdos similares con los puelches o serranos, los que llegarían a buen puerto en 1742 con los tratados celebrados en Sierra de la Ventana y que se traducirían en la fundación de la misión de Nuestra Señora del Pilar en el Volcán en 1746.

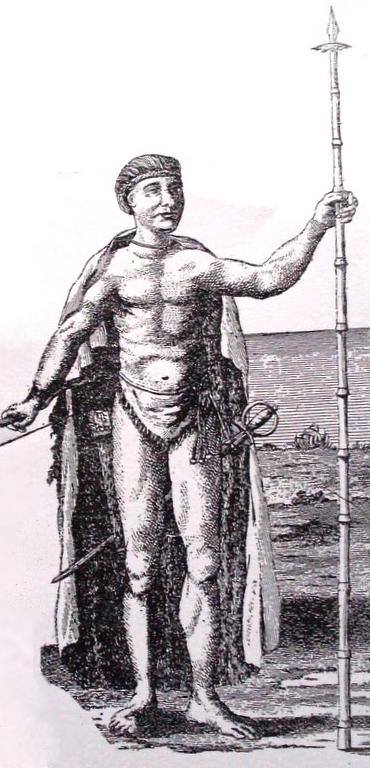
Cacique Cangapol retratado por Tomás Falkner.

Si bien el primer paso había sido dado, no fue suficiente para poner fin a la guerra: «el cacique Cangapol, llamado el Bravo, se precipitó al frente de mil hombres sobre el pago de la Magdalena, matando doscientas personas y tomando prisioneros».
Salcedo, hechas las paces con pampas y puelches, intentó asegurar la paz entre ambos pueblos rivales, que se concretó ca. 1742 con las «Capitulaciones de las paces hechas entre los indios Pampas de la Reducción de Nuestra Señora de la Concepción y los Serranos, Aucas y Peguenches, que se han de publicar en presencia del cacique Bravo, y de otros caciques». El texto, el más antiguo que se conserva para este territorio, establece la paz entre la casa del cacique pampa Mayupilquia y el cacique Bravo y sus caciques amigos, los que se establecerían en el Tandil y Sierra Chica. Bravo, en carácter de «maestre de campo de toda la sierra» impediría que ningún indio pasara sin licencia de Buenos Aires la línea del río Saladillo, que se convertía en la frontera de hecho. Se acordaba que la "feria de ponchos" se debía hacer en el Tandil y Sierra Chica y notificarse a la gobernación. Los indios de Bravo podían visitar a los pampas pero no debían llevarse ninguno de los miembros de la reducción y debían regresar a cualquiera que huyera a sus tolderías. Los castigos debían ser resueltos por cada parte, pero en caso de que un indio amigo mereciera pena de muerte, sería ejecutada por la gobernación. Los frailes podían misionar libremente en el territorio indio.

### La cuestión de la Banda Oriental
En marzo de 1734, al poco tiempo de asumir el gobierno, Salcedo recibió órdenes de Madrid para estrechar el cerco sobre la posición portuguesa en Colonia de Sacramento. Salcedo comunicó al gobernador portugués Antonio Pedro de Vasconcellos las órdenes recibidas, quien se limitó a ganar tiempo dando respuestas evasivas.
Pese a sus órdenes, Salcedo redujo los efectivos del destacamento de San Juan, lo que Vasconcellos aprovechó para «extenderse por lo interior de la tierra».
El Deán Gregorio Funes en su Ensayo de la historia civil del Paraguay, Buenos-Ayres y Tucumán lo califica duramente: «El imbécil Salcedo confundiendo la timidez con la moderación no opuso mas á estas usurpaciones manifiestas que inútiles protestas con que se acarreó el desprecio de enemigo y el desagrado de su corte.»
Salcedo, recibió una Real Orden fechada el 18 de abril de 1735 que le ordenaba atacar la Colonia de Sacramento sin esperar una declaración formal de guerra, advirtiéndole sin embargo que, si no contaba con fuerzas suficientes, esperara la llegada de refuerzos de Cádiz. Sin aguardar, con 4000 indios de las misiones jesuíticas y mil quinientos hombres de Buenos Aires, Corrientes y Montevideo, Salcedo inició un lento avance sobre Colonia dando tiempo al gobernador portugués Vasconcellos a prepara la defensa y solicitar refuerzos a José da Silva Pais, gobernador interino de Río de Janeiro.
Salcedo inició el sitio de la plaza el 20 de octubre de 1735 pero la demora fue excesiva y pronto la superioridad española en el estuario se perdió. El 6 de enero de 1736 arribó una primera expedición desde Río al mando del sargento mayor de la Armada Tomás Gómes da Silva, seis embarcaciones con cerca de quinientos hombres de tropa y 370 marineros, a la que pronto se sumó otra enviada por el virrey de Bahía André de Melo e Castro, conde das Galveias, doce navíos con 200 soldados de infantería y 60 artilleros. Ante la superioridad naval portuguesa, antes de finalizar el mes de enero los buques españoles se refugiaron en la Ensenada de Barragán al abrigo de tres baterías montadas en la entrada que les permitieron rechazar el ataque de las fuerzas de Gómes da Silva, que pretendían quemar las naves españolas.
A comienzos de mayo comenzó a arribar una nueva expedición de Río, 200 infantes, 50 artilleros y 150 reclutas a bordo de siete buques y el 25 de marzo de 1736 zarpó de Lisboa una escuadra al mando del coronel de la Armada Real Luis de Abreu Prego. Encabezada por el navío de 60 cañones Nossa Senhora da Vitória y compuesta por el navío Nossa Senhora da Conceicäo (60 cañones, capitán Joao Pereira dos Santos), la fragata Nossa Senhora da Lampadoza (54 cañones, capitán José de Vasconcellos Maltez) y otros cinco buques menores, de guerra y mercantes. A la altura de las islas Canarias, Abreu Prego adelantó una de las embarcaciones mercantes para enviar a Río de Janeiro las órdenes del rey para que el gobierno de Río de Janeiro fuese asumido por Gomes Freire de Andrade y el brigadier José da Silva Paes asumiese el mando terrestre en las futuras operaciones contra los españoles, debiendo antes armar nuevos buques.
Llegados a Río de Janeiro, se unieron allí a la escuadra de Abreu Prego, sumándose los recién alistados navíos Nossa Senhora da Esperança (70 cañones, José Goncalves Lage) y Nossa Senhora das Ondas (58 cañones, Antonio de Mello Callado), así como el bergantín Nossa Senhora da Piedade, la galera Santana, una balandra y dos zumacas, y embarcándose cuatro compañías de infantería de la guarnición de Río de Janeiro al mando del brigadier José da Silva Paes.
Recién el 9 de mayo de 1736 España enviaría refuerzos, aunque reducidos: las fragatas Hermiona (capitán de fragata Jorge Chavarría) y San Esteban (capitán de fragata José de Arratia) con 200 dragones de caballería.
El 25 de junio zarpó de Río de Janeiro la nueva expedición portuguesa encabezada por la Nossa Senhora da Esperança a las órdenes de Abreu Prego con instrucciones de aliviar el cerco de Sacramento, conquistar Montevideo e iniciar provocaciones en Río Grande contra los españoles.
La escuadra portuguesa llegó a Montevideo en la noche del 6 de septiembre iniciando el asedio de la plaza española, defendida por el comandante Alonso de la Vega. Al enterarse, Salcedo envió los 200 dragones recién llegados al mando del teniente coronel Francisco Martínez Lobato, por lo que los portugueses desistieron del asalto e iniciaron un bloqueo naval.
El 21 de agosto de 1736 zarpó de Lisboa el navío Nossa Senhora da Arrabida y otro en escolta de dos navíos de provisiones, con lo que los portugueses contaban en la zona con diez buques de guerra. Pese a la opinión en contrario de Abreu Prego, el brigadier Silva Pais, decidió atacar en la ensenada de Barragán a los buques españoles con el navío Esperança y otros cuatro menores. Los españoles contaban allí con los dos navíos de registro de Alzaybar y las fragatas Hermiona y San Esteban, puestos al mando del capitán Arratia, comandante de esta última. El 17 de noviembre se acercó a las fragatas españolas, pero careciendo de prácticos y corriendo peligro de quedar varados desistieron de su empeño. Al regresar al puerto de Colonia, el navío Esperança encalló entre la plaza y la isla de San Gabriel a causa de un temporal. Para colmo de desgracias y por noticias llegadas desde Buenos Aires se enteran de la próxima llegada de cuatro fragatas españolas. Comenzaban a escasear en la plaza los alimentos, por lo que se decide evacuar a los civiles y enviarlos a Río de Janeiro.
En marzo de 1737 llegó a la zona de operaciones una escuadra española al mando del capitán de navío Nicolás Geraldino, compuesta de las fragatas Galga y Paloma Indiana, el paquebote Rosario y otros tres buques capturados durante la travesía, transportando 225 hombres del Regimiento de Infantería Cantabria al mando del teniente coronel Domingo Santos de Uriarte, que se sumaron a las tropas sitiadoras.
Para entonces, la armada portuguesa en el Río de la Plata contaba con el Nossa Senhora da Esperanza, Nossa Senhora da Vitória, Nossa Senhora da Conceiçäo, Nossa Senhora das Ondas, Nossa Senhora da Lampadoza, Nossa Senhora da Nararé y Bom Jesús de Vilanova, montando un total de 378 cañones. La Armada española contab por su parte con el San Esteban, La Galga, Paloma Indiana, San Francisco Javier, Hermiona, San Bruno y Nuestra Señora de la Encina en total 312 cañones.
Sin embargo, pese a que la situación naval se había en buena medida equilibrado, las fuerzas españolas no fueron capaces de obtener ventaja alguna.
El Deán Funes achacaría el fracaso a los desacuerdos entre el gobernador Salcedo y el comandante de las fragatas Nicolás Geraldino; así sus «perpetuas discordias embarazaron el logro de muchas ventajas».
El 21 de agosto de 1736 una nueva escuadra de cuatro buques más pequeños, adecuados a la navegación en aguas del Río de la Plata, zarpó de Lisboa arribando al estuario el 16 de diciembre. Silva Pais insistió en junta de guerra en atacar Montevideo, pero su propuesta fue rechazada, adoptándose el criterio de despachar una división naval a Maldonado con tropas que al mando de Silva Pais reforzarían las operaciones en Río Grande de San Pedro.
A comienzos de septiembre de 1737 llegó a Colonia el navío Nossa Señora da Boaviagem (60 cañones) con la noticia de la firma del armisticio en París el 16 de marzo de ese año, con lo cual cesaron las hostilidades.

### Fin de gobierno
Los resultados del conflicto decidieron su suerte.
En 1742 fue reemplazado prontamente por Domingo Ortiz de Rozas.
En 1738 se inició el juicio de Residencia, a cargo de Florencio Antonio Moreiras, «auditor de la gente de guerra de Buenos Aires», que se cerró en 1746. La acción incluía demandas de la ciudad de Santa Fe de Veracruz, así como de numerosos particulares.
Regresó a España, donde en 1760 fue gobernador militar de Ciudad Rodrigo en reemplazo del mariscal de campo Juan José de Palafox y, al año siguiente, de Málaga; cargo que desempeñó hasta su fallecimiento en esa ciudad el 14 de octubre de 1765.
Fundó un Mayorazgo sobre la casa que hizo construir en la actual calle del Banco de España de Bilbao, casa que aún existe y luce el escudo de Salcedo en su fachada.
Estuvo casado con Francisca de Paula Varela Amascal, con quien tuvo un hijo, Manuel José Hurtado de Salcedo Varela.

### Homenajes
Calles en las ciudades de Libertad y Castelar (Provincia de Buenos Aires) llevan su nombre, al igual que en la ciudad de Buenos Aires, donde por Ordenanza del 27/11/1893 la antigua "Garay tercera" fue denominada Salcedo.
| Predecesor: Bruno Mauricio de Zabala | Gobernador del Río de la Plata 1734 - 1742 | Sucesor: Domingo Ortiz de Rozas |